# Babah Lueng (Darul Makmur)
Babah Lueng is een bestuurslaag in het regentschap Nagan Raya van de provincie Atjeh, Indonesië. Babah Lueng telt 779 inwoners (volkstelling 2010).